# Heinrich Hartz (Priester)

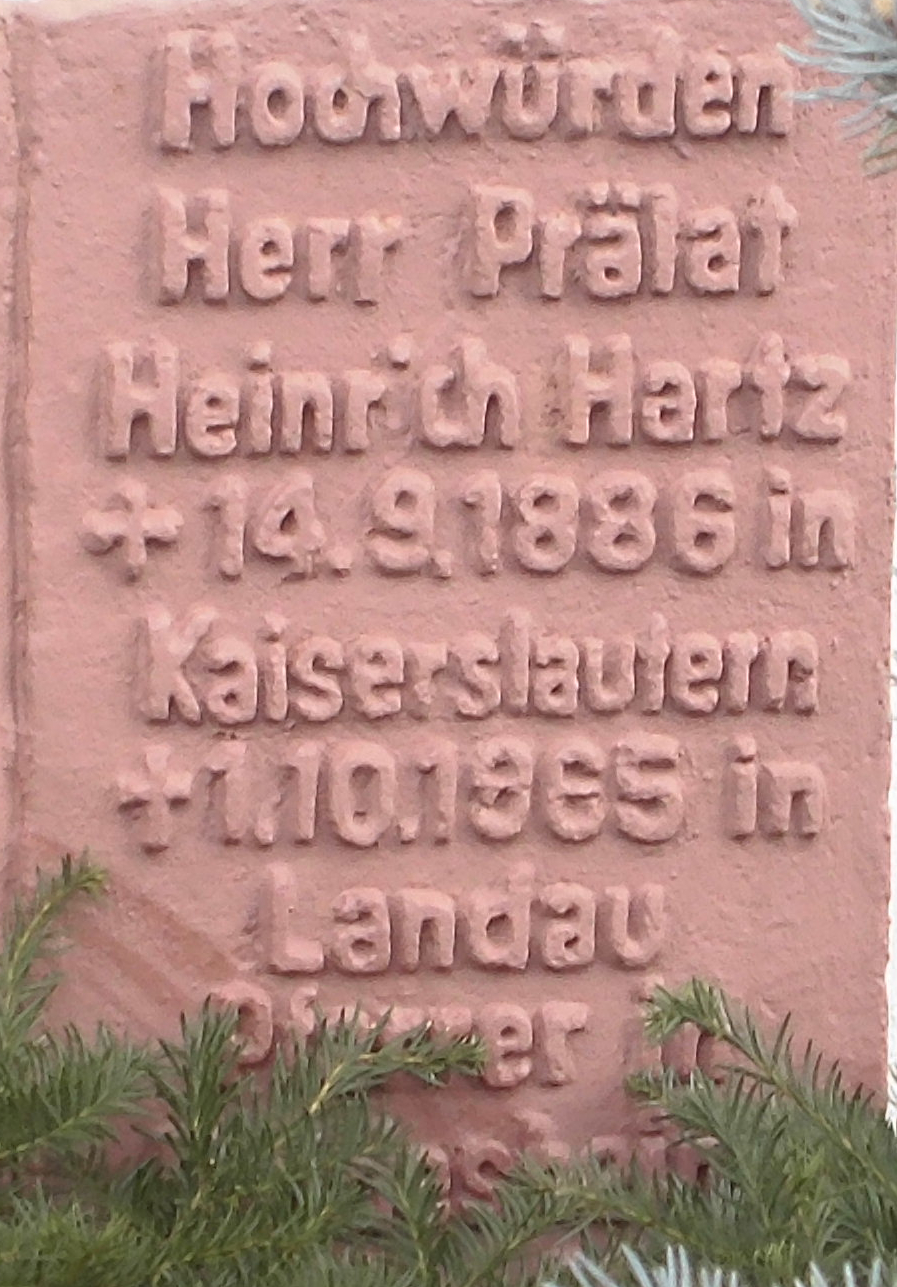
Grabinschrift auf dem Deidesheimer Friedhof

Heinrich Hartz (* 14. September 1886 in Kaiserslautern; † 1. Oktober 1965 in Landau in der Pfalz) war ein deutscher katholischer Priester.

## Leben
Hartz besuchte das humanistische Gymnasium in Kaiserslautern, studierte Theologie in Innsbruck und empfing am 31. Juli 1910 in Speyer die Priesterweihe. Seine Primiz feierte er am 7. August desselben Jahres in Deidesheim, weil seine Mutter aus diesem Ort stammte. Nachdem er in verschiedenen Orten als Kaplan tätig gewesen war, wirkte er als Pfarrer in Niedersimten, Ramstein und Ludwigshafen am Rhein in der Pfarrei St. Josef. Ab dem 10. Mai 1940 war er Pfarrer in Deidesheim.
Den nationalsozialistischen Machthabern stand Hartz kritisch gegenüber; vom Ortsgruppenleiter wurde er deswegen mehrfach denunziert, was für ihn allerdings folgenlos blieb. Gefährlich wurde es für Hartz gegen Ende des Zweiten Weltkriegs, als amerikanische Truppen unmittelbar vor Deidesheim standen. Deidesheimer Bürger hatten auf dem Turm der Deidesheimer Pfarrkirche eine weiße Fahne gehisst, woraufhin die SS dem an der Aktion nicht beteiligten Pfarrer Hartz habhaft werden wollte. Dieser konnte allerdings mit dem Fahrrad in das bereits von Amerikanern besetzte Bad Dürkheim fliehen.
Viele Jahre lang war Hartz Beauftragter für das Büchereiwesen in der Diözese Speyer. Er verfasste viele Schriften zur Geschichte Deidesheims und seiner Pfarrkirche und war der erste Dekan des Dekanats Deidesheim, das von 1956 bis 1979 bestand.
Hartz wurde 1942 zum Geistlichen Rat ernannt und 1961 zum Päpstlichen Geheimkämmerer. Er trug den Titel „Prälat“ und hatte zahlreiche kirchliche und weltliche Würdenträger zu Gast. Zu seinem 70. Geburtstag ernannte ihn die Stadt Deidesheim zu ihrem Ehrenbürger; im selben Jahr wurde er auch mit dem Bundesverdienstkreuz 1. Klasse ausgezeichnet. Außerdem wurde Hartz von der Stadt Deidesheim mit einer Straßenwidmung geehrt: Die „Prälat-Hartz-Straße“ im Westen der Stadt ist nach ihm benannt.
Nachdem er ab dem Frühjahr 1965 im Ruhestand war, wirkte er noch auf eigenen Wunsch in Hinterweidenthal.